# Sonic the Hedgehog (postać)
Jeż Sonic (ang. Sonic the Hedgehog) – postać fikcyjna, główny bohater gier wideo z serii Sonic the Hedgehog wydawanych przez firmę Sega, jak również opartych na grach seriali animowanych i filmów. Sonic jest antropomorficznym niebieskim jeżem, który potrafi biec z prędkością ponaddźwiękową i zwinąć się w kulę, by atakować przeciwników. Ściga się przez poziomy, zbierając power-upy i unikając przeszkód, aby pokonać szalonego naukowca Doktora Eggmana.
Pierwsza gra z serii została wydana na konsolę Sega Mega Drive w 1991 roku. Artysta Naoto Oshima zaprojektował Sonica by zapewnić Sedze maskotkę, która będzie rywalizować z flagową postacią Nintendo – Mario i rozwinąć prototyp zaprogramowny przez Yujiego Nakę. Sonic został na nowo zaprojektowany przez Yujiego Uekawę do gry Sonic Adventure w 1998 roku, z bardziej dojrzałym wyglądem zaprojektowanym z myślą o starszych graczach.
Sonic jest jedną z najlepiej znanych postaci gier wideo na świecie i ikoną gier. Producent "Sonic the Hedgehog" sprzedał ponad 80 milionów kopii w 2011 roku.

## Historia
Kiedy Sega próbowała stworzyć grę, mogącą rywalizować z serią Mario firmy Nintendo, a przy okazji również nową postać, która zastąpiłaby Alexa Kidda jako maskotkę firmy, wiele projektów postaci zostało zaproponowanych przez ich dział badań i rozwoju, Sega AM8. Wykonano wiele projektów, wliczając w to pancernika (który później stał się znany jako Pancernik Mighty), psa, podobiznę Theodore’a Roosevelta w piżamie (który później posłużył jako baza do narysowania postaci Doktora Robotnika/Eggmana) i królika (który potrafiłby rozciągać uszy w celu zbierania przedmiotów – wykorzystany w późniejszym czasie w grze Ristar).
Ostatecznie kolczasty niebieski jeż autorstwa Naota Ohshimy, na początku pod kryptonimem „Mr. Hedgehog” („Pan Jeż”, przez pewien czas błędnie interpretowany jako "Mr. Needlemouse"/"Pan Igłomysz"), został wybrany jako nowa maskotka. Niebieska pigmentacja Sonica została wybrana, by pasować do kobaltowego koloru loga Segi, a jego buty były koncepcją wyewoluowaną z projektu zainspirowanego przez buty Michaela Jacksona z dodatkiem koloru czerwonego, który był zainspirowany zarówno przez św. Mikołaja, jak również kontrastem tych kolorów na albumie Bad Michaela Jacksona z 1987 roku; Bill Clinton był inspiracją dla osobowości Sonica. Korzenie Sonica sięgają aż do tech demo stworzonego przez Yuji Nakę, który ułożył algorytm pozwalający sprite'om poruszać się gładko na zakrętach poprzez określenie ich pozycji za pomocą matrycy punktowej. Oryginalny prototyp Naki był grą platformową, która miała do czynienia z szybko poruszającą się postacią staczającą się jak kula przez długą krętą rurę i ta koncepcja została później dopracowana z projektem postaci Oshimy i poziomami ułożonymi przez projektanta Hirokazu Yasuharę.
Sonic został stworzony bez umiejętności pływania z powodu błędnego przypuszczenia przez Yuji Nakę, że żadne jeże tak nie potrafiły. Grupa piętnastu ludzi zaczęła pracować nad pierwszą grą z Jeżem Sonikiem i przemianowali się jako Sonic Team. Ścieżka dźwiękowa gry została skomponowana przez Masato Nakamurę z zespołu Dreams Come True. Sega sponsorowała koncerty „Wonder 3” zespołu, malując Sonica na autokarze zespołu, dystrybuując broszury reklamujące grę, i udostępniając nagrania z gry odtwarzane nad sceną do czasu jej wydania. W oryginalnej koncepcji Sonic miał kły, był liderem zespołu rockowego i miał ludzką dziewczynę o imieniu Madonna. Jednakże, zespół z Segi Ameryka, prowadzony przez Madeline Schroeder, która nazywa siebie „matką Sonica”, „zmiękczył” postać dla amerykańskiej widowni poprzez usunięcie tych elementów. To wywołało podsycany problem z Sonic Team. Naka później przyznał, że to prawdopodobnie było najlepsze wyjście.
Wygląd Sonica wielce się różni w zależności od medium i stylu, w jakim jest narysowany. W grach komputerowych, oryginalny projekt Sonica autorstwa Oshimy był niski i okrągły, z krótkimi igłami, okrągłym ciałem i bez widocznych źrenic. Grafika przedstawiająca ten projekt i narysowana przez Akirę Watanabe została przedstawiona na okładce pudełka gry. Proporcje Sonica zmieniły się wraz z wydaniem gry Sonic the Hedgehog 2 na Mega Drive'a. Stosunek głowy Sonica do jego wysokości została zmieniona z 1:2 na 1:2.5. Na wydanie gry Sonic Adventure w 1998 roku, Sonic został przeprojektowany przez Yuji'ego Uekawę jako postać z dłuższymi nogami i mniej kulistym ciałem, długimi i bardziej opadającymi igłami i pokolorowanymi na zielono źrenicami. Na grę z 2006 roku, Sonic został przeprojektowany, żeby wyglądać na doroślejszego i wyższego, by przypodobać się następnemu pokoleniu graczy. Zrobiono to również, aby pozwolić na częstszą interakcję Sonica z ludźmi i jego projekt miał do tego pasować. Alternatywna forma „Jeżołaka” przedstawiona w Sonic Unleashed kładzie większy nacisk na umiejętności walki wręcz Sonica niż na jego szybkość. Aczkolwiek Tetsu Katano potwierdza dużą negatywną reakcję fanów na Jeżołaka, wierzy on, że mógłby powrócić w przyszłości.

## Wystąpienia

### Seria gier komputerowych
Pierwsze pojawienie się Sonica w grze komputerowej miało miejsce w automatowej grze wyścigowej z 1991 roku pt. Rad Mobile, jako odświeżacz samochodowy. Pierwszy główny występ Sonica miał miejsce w grze platformowej Sonic the Hedgehog na Segę Mega Drive/Genesis, która również przedstawiła jego wroga, Doktora Robotnika. Jego dwuogoniasty lisi przyjaciel Tails dołączył do niego w sequelu tejże gry z 1992 roku, Sonic the Hedgehog 2. Sonic the Hedgehog CD, wydany w 1993 r., przedstawił samozwańczą dziewczynę Sonica, Amy Rose i powracającego robotycznego sobowtóra Metal Sonica, kiedy Sonic podróżował w czasie, by zapewnić światu dobrą przyszłość. Sonic the Hedgehog 3 i jego bezpośredni sequel Sonic & Knuckles, oba wydane w 1994 roku, przedstawiały Sonica i Tailsa znów toczących bitwę z Robotnikiem, z dodatkowym zagrożeniem ze strony Knucklesa, któremu Robotnik wmówił, że Sonic jest zagrożeniem. Sonic the Hedgehog 4 (2010-2012) kontynuuje, gdzie historia z Sonic 3 została przerwana, czyniąc Sonica jedyną grywalną postacią i jest wydana w epizodycznych częściach. W drugim epizodzie powraca Tails jako pomocnik Sonica oraz Metal Sonic jako jego powracający wróg.
Inne dwuwymiarowe platformówki z Sonikiem w roli głównej to: Sonic Chaos (1993), Sonic Triple Trouble (1994), Sonic Blast (1996), Sonic the Hedgehog Pocket Adventure (1999), Sonic Advance (2001), Sonic Advance 2 (2002), Sonic Advance 3 (2004), Sonic Rush (2005), Sonic Rush Adventure (2007) i Sonic Colours (DS) (2010), spośród których wszystkie zostały wydane na konsole przenośne.
W 1999 roku wydano Sonic Adventure. W roli głównego bohatera ponownie pojawił się Sonic, który powrócił z wakacji. Po drodze trafił do miasta Station Square opanowanego przez nowego antagonistę – Chaosa. W trakcie rozgrywki Sonic dowiaduje się, że Chaos jest pod wpływem Doktora Robotnika (teraz już znanego jako Dr. Eggman). To była również pierwsza gra z Sonikiem, która posiadała obsadę głosową. Sonic Adventure 2 (2001) umieściło Sonica w roli zbiega uciekającego przed wojskiem (G.U.N.) po byciu pomylonym z Jeżem Shadowem. Sonic Heroes (2003) przedstawia Sonica łączącego siły z Tailsem i Knucklesem, wraz z innymi drużynami postaci jak Drużyna Rose i Chaotix, przeciwko nowo odbudowanemu Metal Sonicowi, który zdradził swego pana i ma nowe zamiary dominacji nad światem. Sonic the Hedgehog (2006) przedstawia Sonica w mieście wody, „Soleannie”, gdzie musi uratować Księżniczkę Elise przed Doktorem Eggmanem, przy okazji też próbując uniknąć nowego zagrożenia na jego życie, Jeża Silvera. Jest on jedyną grywalną postacią w Sonic Unleashed (2008), gdzie wbrew woli zyskuje nową osobowość, „Sonica Jeżołaka”, będącego rezultatem Sonica połączonego z mocą Ciemnej Gai. Zyskuje siłę i elastyczność w zamian za jego szybkość, a nowy przyjaciel, dziwny stwór o imieniu Chip pomaga mu po drodze. W Sonic Colours (2010), Eggman próbuje ujarzmić energię obcych istot znanych jako „Wispy” dla promienia kontroli umysłu. Rocznicowy tytuł Sonic Generations (2011) przedstawia dwa grywalne wcielenia Sonica: młodszy „klasyczny” Sonic, którego rozgrywka jest zaprezentowana w stylu przypominającym tytuły na Mega Drive'a/Genesis i obecny „współczesny” Sonic, który korzysta ze stylu rozgrywki obecnego w Unleashed i Colors, przemierzając poziomy z wcześniejszych gier, aby uratować swych przyjaciół.
Sonic and the Secret Rings (2007) przedstawia Sonica w baśniowym świecie „Tysiąca i jednej nocy”. Sequel zatytułowany Sonic and the Black Knight (2009) kontynuuje baśniowy motyw przewodni, tym razem umiejscawiając akcję w świecie legend o królu Arturze.
Sonic pojawiał się również w innych grach różnego rodzaju poza platformówkami 2D i 3D. Wlicza się w to gry: Sonic the Hedgehog Spinball (1993), Sonic Labyrinth (1995), gry wyścigowe Sonic Drift (1994), Sonic Drift 2 (1995), Sonic R (1997), Sonic Riders (2006), Sonic Rivals (2006), Sonic Rivals 2 (2007), Sonic Riders: Zero Gravity (2008) i Sonic Free Riders (2010), bijatyki Sonic the Fighters (1996) i Sonic Battle (2003), grę komórkową Sonic Jump (2005) oraz grę fabularną RPG Sonic Chronicles: The Dark Brotherhood (2008).
Gry wideo takie jak Dr. Robotnik's Mean Bean Machine (1993), Knuckles' Chaotix (1995), Tails' Skypatrol (1995), Tails Adventure (1995) oraz Shadow the Hedgehog (2005) w roli głównej obsadzały postaci ze świata Sonica, choć sam Sonic miał gościnne występy w większości tych tytułów.

### Animacja
Pierwsze trzy seriale animowane z Sonikiem zostały stworzone przez międzynarodową spółkę DiC Entertainment. Pierwszy serial animowany, Przygody Jeża Sonica (ang. Adventures of Sonic the Hedgehog), został wyemitowany w 1993 r. Jest to komiczna, przepełniona slapstickowym humorem i luźno oparta na fabule z gier interpretacja przygód Sonica i Tailsa toczących bitwę z Doktorem Ivo Robotnikiem i jego robotami próbującymi zdobyć władzę nad planetą Mobius. Premierę w 1993 roku miał także drugi serial, nazwany po prostu Jeż Sonic (ang. Sonic the Hedgehog). Jest to mroczny i dramatyczny serial, który przedstawia Sonica i grupę rebeliantów zwanych Wojownikami Wolności (ang. Freedom Fighters), próbujących pokonać złego dyktatora Doktora Robotnika i uwolnić planetę Mobius od jego rządów. Trzeci serial, zatytułowany Sonic Underground, wyemitowany został w 1999 roku i przedstawia Sonica oraz jego rodzeństwo - Sonię i Manica jako grupę rebeliantów działającą też jako zespół rockowy przemierzający planetę Mobius w poszukiwaniu swojej matki, królowej Aleenę, z którą razem będą mogli utworzyć „Radę Czworga” i obalić rządy Robotnika.
W 1996 roku dwuczęściowa seria OVA zatytułowana Sonic the Hedgehog została wydana w Japonii na VHS. Wydanie z angielskim dubbingiem połączyło razem obie części jako jeden film i zostało wydane jako Sonic the Hedgehog: The Movie przez ADV Films. W 2003 roku rozpoczęto emisję serialu Sonic X. 78-odcinkowy serial anime obrazuje zmagania Sonica, którego celem jest ochrona Szmaragdów Chaosu przed Eggmanem i nowymi złoczyńcami. Sonic X przedstawia Sonica i jego ludzkiego przyjaciela Chrisa Thorndyke'a w misji ocalenia świata, która także obejmuje podróż międzygwiezdną poprzez światy. Sonic: Night of the Werehog (pl. Sonic: Noc Jeżołaka lub Sonic: Noc Wilkojeża) z 2008 roku to film krótkometrażowy wyprodukowany przez Sega’s VE Animation Studio (dziś Marza Animation Planet) reklamujący wydanie gry Sonic Unleashed. W filmie Sonic i Chip wchodzą do nawiedzonego domu i muszą zmierzyć się z dwoma duchami usiłującymi ich przestraszyć w celu zdobycia serca dziewczyny-ducha. Sonic wystąpił też gościnnie w filmach wytwórni Walta Disneya, Ralph Demolka oraz Ralph Demolka w internecie.
W październiku 2013 roku Sega ogłosiła nowy trójwymiarowy serial animowany – Sonic Boom. Serial składa się ze 104 11-minutowych odcinków podzielonych na 2 sezony i emitowany był w latach 2014-2017. Sonic pojawił się też gościnnie w 2014 roku w serialu anime Hi-sCoool! SeHa Girls oraz w 2019 roku w serialu OK K.O.! Po prostu walcz w odcinku "Poznajmy Sonica". W lutym 2021 roku Netflix ogłosił prace nad nowym serialem z Sonikiem, Sonic Prime. Serial składa się z 24 odcinków podzielonych na 3 sezony, które zostały po kolei udostępniane na platformie Netflix w latach 2022-2024.

### Film
Sonic pojawił się w filmie zatytułowanym Sonic. Szybki jak błyskawica, który był wspólnym przedsięwzięciem Paramount Pictures, Segi i Marza Animation Planet (początkowo film był tworzony przez Sony Pictures, zanim prawa do filmu zostały sprzedane studiu Paramount). Premierę planowano na listopad 2019 roku, jednak przesunięto ją na 14 lutego 2020. Oficjalna premiera w Polsce miała miejsce 15 lutego 2020.
W 2022 roku wyszła kontynuacja Sonic 2. Szybki jak błyskawica, która w Polsce się ukazała 22 kwietnia 2022 roku.

### Prasa

#### Komiksy Archie
Seria komiksów wydawanych przez Archie Comics jest w dużej mierze oparta zarówno na grach komputerowych z serii Sonic the Hedgehog, wydawanych przez firmę SEGA, jak i na dwóch serialach animowanych z Sonikiem (Przygody Jeża Sonica, Jeż Sonic), co widać poprzez pojawiające się tam elementy z każdego ze źródeł, choć twórcy mają często tendencję czerpać też z innych źródeł mających do czynienia z ponaddźwiękowym jeżem (np. Sonic Underground, Sonic the Hedgehog (OVA)), ale i pomimo tego faktu, komiksy Archie nadal są w stanie opowiedzieć oryginalne historie z Sonikiem i przyjaciółmi.
Według starej linii czasowej Sonic mieszka na planecie Mobius (będącej Ziemią w przyszłości) w Sękowej Wiosce, walcząc wraz z grupą Wojowników Wolności o wyzwolenie ich krainy spod władzy despotycznego dyktatora, Dr Robotnika. Sonic z komiksów Archie znacznie różnił się od Sonica z gier. W komiksie jego drugie imię to Maurice. Znani byli również jego rodzice – ojciec Jeż Jules oraz matka Bernadette „Bernie”. Sonic urodził się w Mobotropolis, stolicy Królestwa Acorn, za panowania króla Maximiliana Acorna. Ojciec Sonica był żołnierzem walczącym podczas Wielkiej Wojny pomiędzy Mobianami (antropomorficznymi zwierzętami zamieszkującymi planetę Mobius) a Nadziemcami (ang. Overlanders). Matka Sonica zajmowała się synem w czasie jego dzieciństwa wraz z bratem jej męża, sir Charlesem. Spokój życia rodziny niebieskiego jeża został zachwiany, gdy Dr Robotnik, korzystając z Robotyzera autorstwa sir Charlesa, zamienił matkę i ojca Sonica w ubezwłasnowolnione roboty. sir Charles, znany przez wszystkich jako „Wujek Chuck”, robił co mógł, by samemu wychować Sonica i jednocześnie szukał sposobu, aby zamienić jego rodziców z powrotem w żywe istoty. Stworzył on Robotyzer, gdyż chciał przedłużyć życie starych i schorowanych, jednak jego wynalazek został skradziony przez Robotnika. Ponieważ jego dzieło zostało wykorzystane w niecnych celach, zrezygnował on z funkcji Ministra Nauki i założył własną restaurację serwującą chilli-dogi. Podczas tego okresu, Sonic zaprzyjaźnił się z przyszłymi członkami Wojowników Wolności: Księżniczką Sally, Rotorem, Bunnie Rabbot i Antoinem D'Coolette. Sonic również pomógł Rosemary Prower, gdy ta rodziła i w konsekwencji był przy narodzinach jego najlepszego przyjaciela, Milesa Prowera, znanego jako „Tails”. Od czasu założenia Wojowników Wolności Sonic wraz z przyjaciółmi przeżywali na co dzień niesamowite przygody, do których zaliczały się m.in. skoki do innych stref (wymiarów) poprzez Kosmiczną Autostradę (co później przyczyniło się też do spotkania z jego złym sobowtórem z lustrzanego wymiaru – Jeżem Scourge'em), zawiązywanie nowych znajomości w najodleglejszych częściach planety Mobius oraz starcie z przeróżnymi czarnymi charakterami o wiele potężniejszymi od Doktora Robotnika.
Od czasu dwunastoczęściowego crossoveru z Mega Manem komiks przeszedł całkowity reboot, w wyniku którego wygląd świata i wielu postaci się zmienił.

## Opis postaci

### Wygląd
Sonic zmieniał się z biegiem czasu. W momencie wydania pierwszej gry z jego udziałem, jego tułów miał niemal kulisty kształt, w porównaniu z którym nogi były bardzo cienkie, a oczy były czarne. W grze Sonic CD bohater zaczął biec z rękoma odchylonymi do tyłu, co dodało realizmu postaci biegnącej z taką ogromną prędkością. Największa zmiana zaszła wraz z wydaniem pierwszej gry w pełni trójwymiarowej gry z jego udziałem, a więc Sonic Adventure – jego ciało stało się smuklejsze, oczy zmieniły się na zielone, jeż stał się także nieco wyższy.
Sonic nosi charakterystyczne czerwono-białe buty ze złotą klamrą, zaś w grze Sonic Adventure 2 otrzymał do dyspozycji także nowe obuwie, tzw. Soap Shoes (ang. soap – mydło), specjalne buty, dzięki którym nabył czysto skaterskich umiejętności, grindowania po rurkach i wszelkiego rodzaju krawędziach.

## Galeria

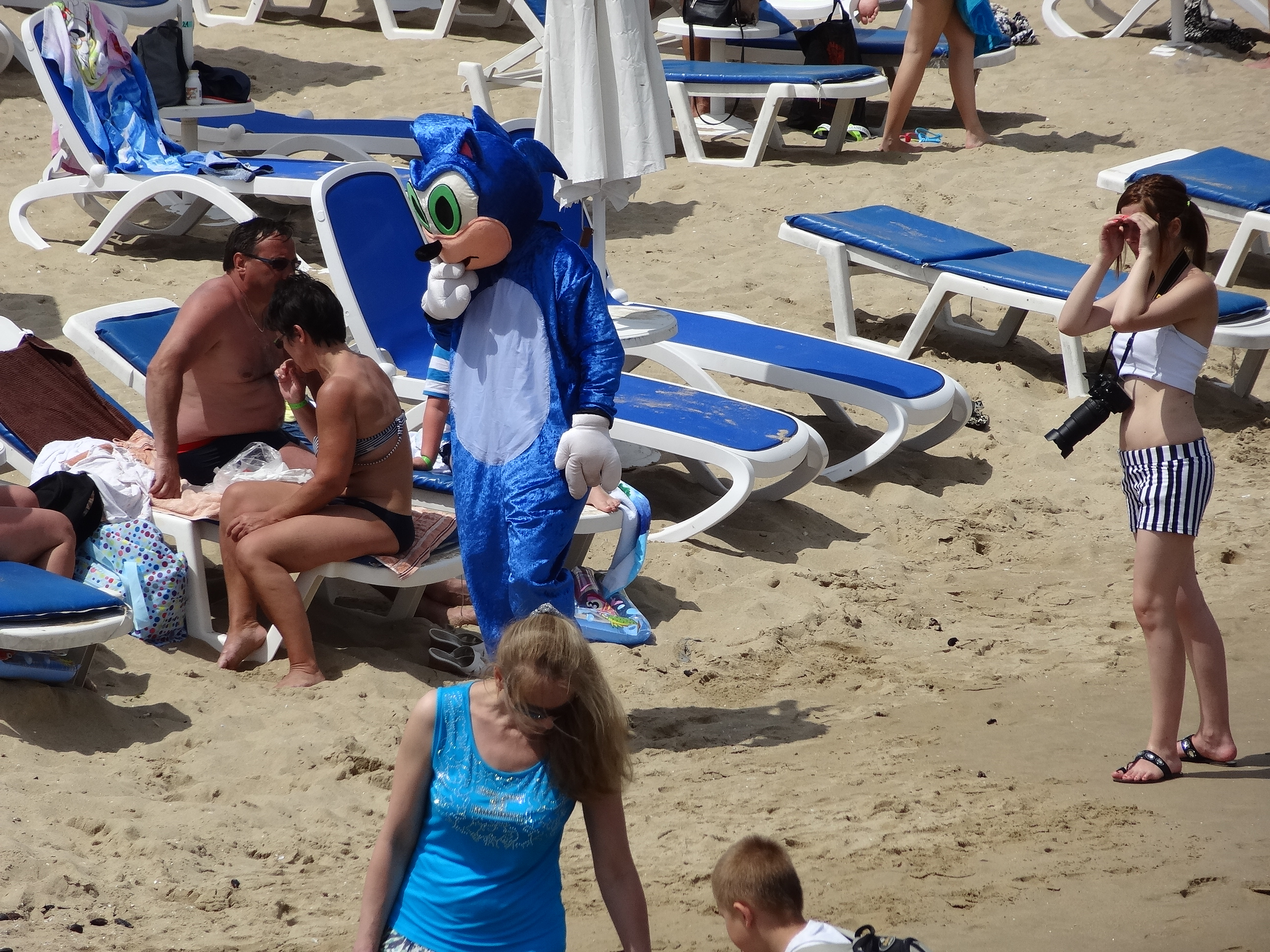
Cosplay Sonica na plaży
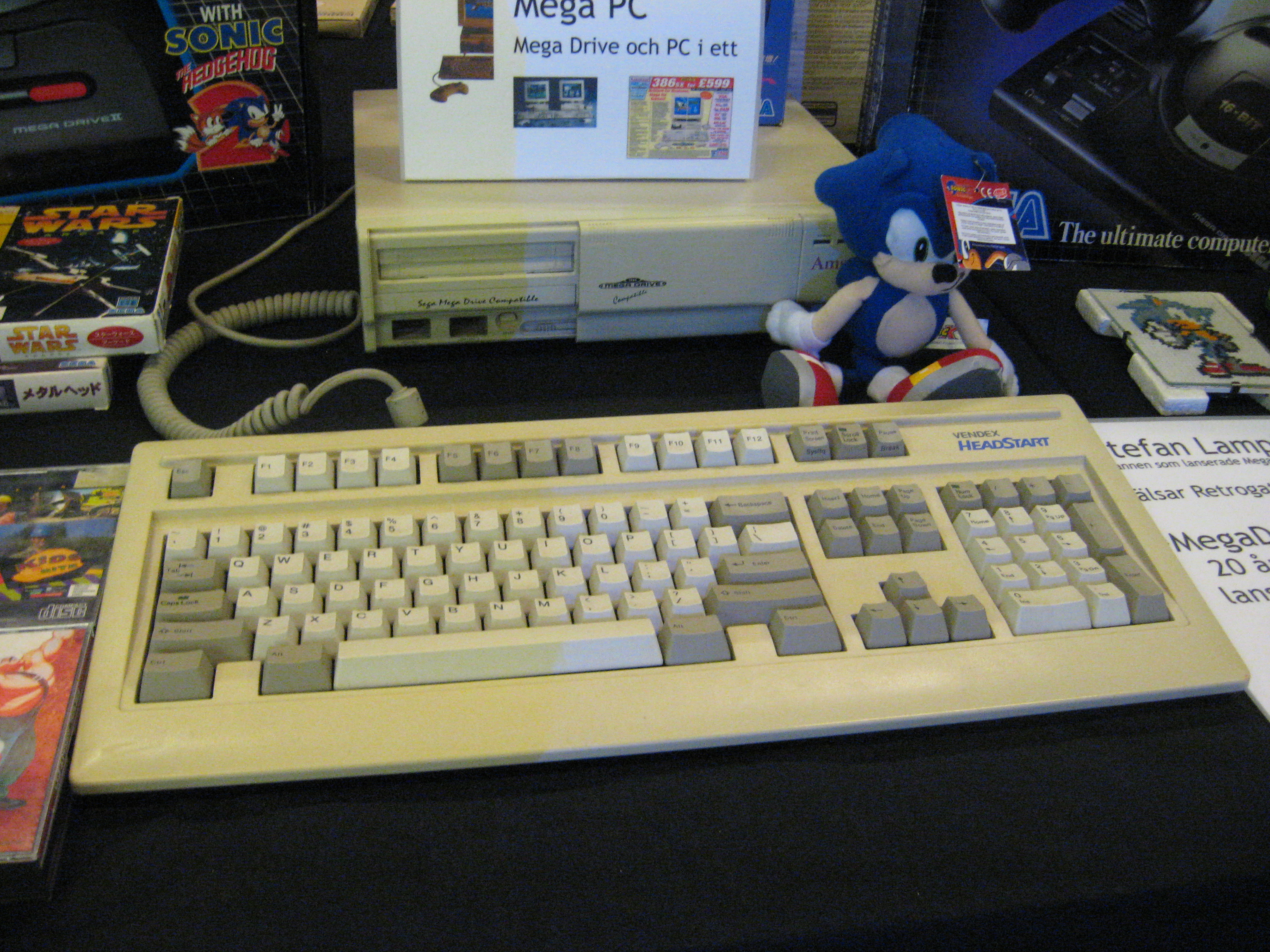
Maskotka Sonica – w tle widoczne dwie gry z jego udziałem.
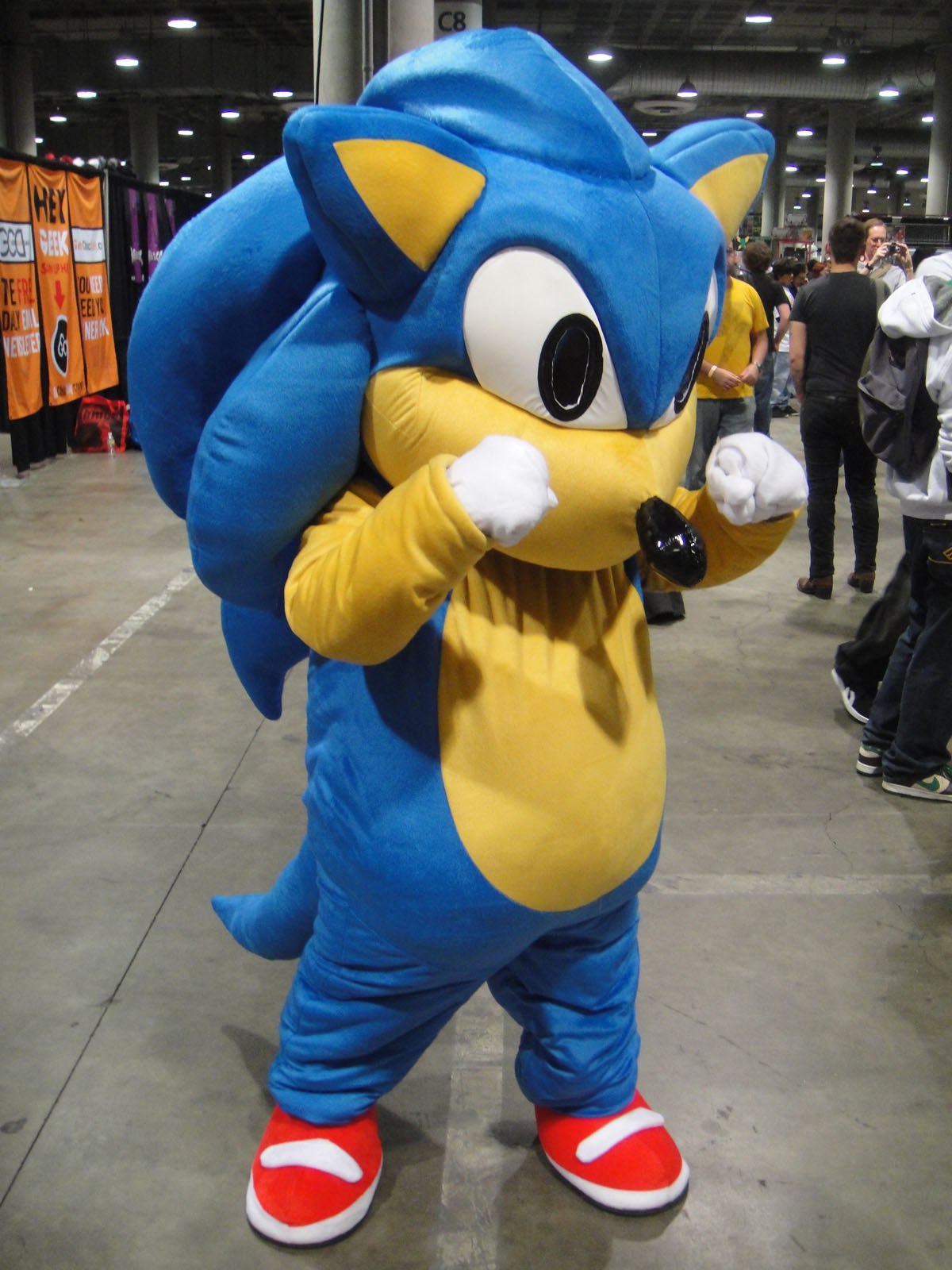
Sonic na Comikaze Expo 2011
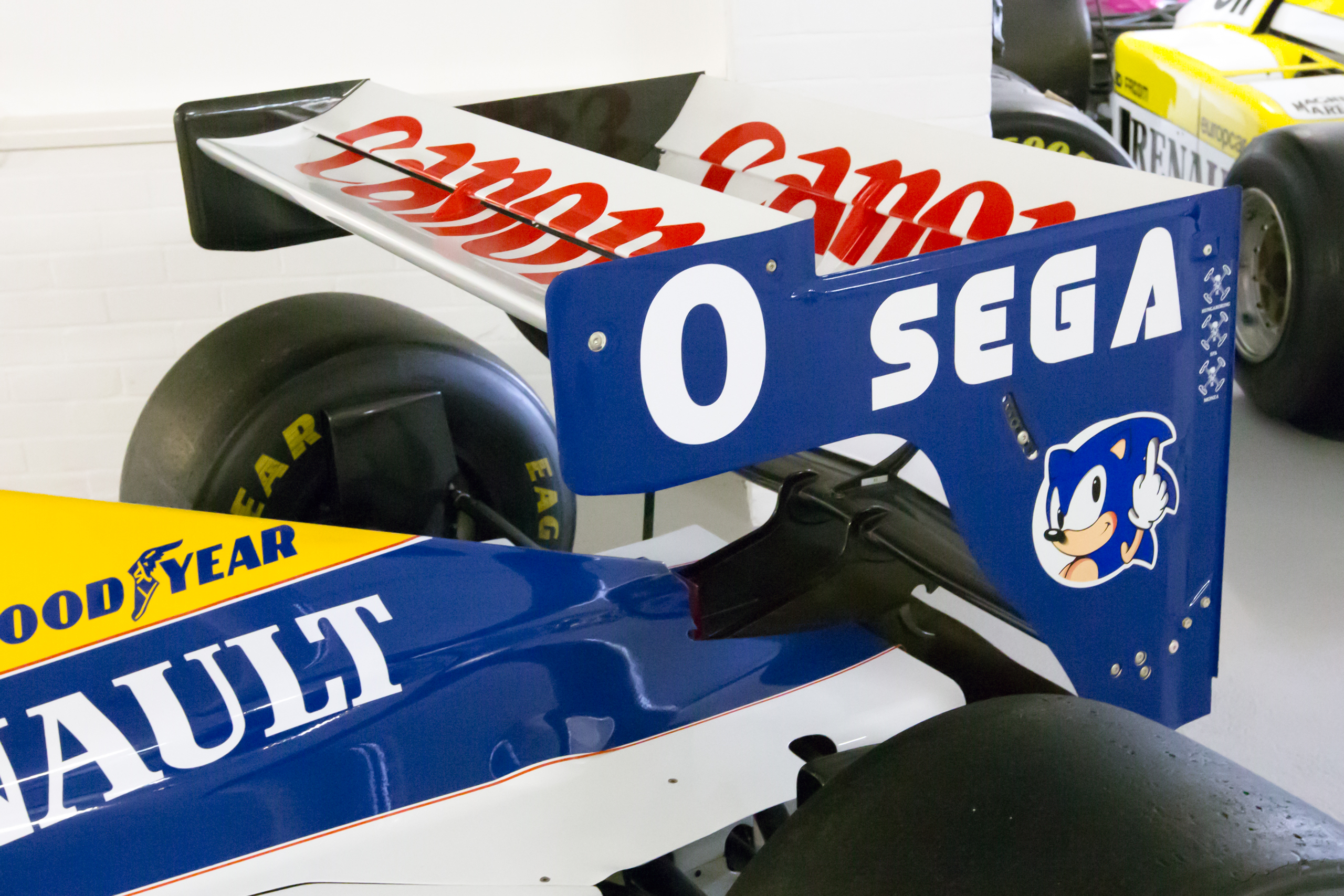
Wizerunek Sonica na bolidzie Williams FW15C